# 川勝瀬平
川勝 瀬平（かわかつ せべい、寛政12年（1800年） - 明治7年（1874年））は、明治時代初期に京都府船井郡富本村（現・南丹市）の西谷池開削を指導した篤農家、豪農。富本村青戸の人。

## 西谷池開削
幕末まで船井郡富本村の青戸（現・南丹市八木町青戸）は、灌漑の術もなく荒れ果てた土地が多かった。このため、川勝瀬平は亀岡藩に願い出て、西谷に灌漑用の貯水池を築こうとし、明治2年（1869年）工事に着手した。しかし、周辺の農民は水害を恐れて、竹槍を持ち出して瀬平宅を囲んで威嚇したり、藩庁に訴えたりして、この工事を止めさせようとした。瀬平はこれに屈することなく、死を覚悟して藩庁に訴え、さらに京都西役所に願い出て、ついに工事継続の許可を得た。そして、明治4年（1871年）西谷池が完成して、良田20余町（約20ヘクタール）が開拓された。これが青戸新田である。瀬平は明治7年（1874年）に、75歳で没した。

## 西谷池記念碑
明治39年（1906年）、村民は瀬平の功績を忘れないために、皆で記念碑を建て、その徳をたたえた。園部の儒学者・教育者である上野盤山が文を撰し、園部の教育者である谷平吉が書を草した。西谷池記念碑は、青戸の大辻神社の社前に建っている。